# Jacek Zejdler
Jacek Zejdler, także jako Zajdler (ur. 19 stycznia 1955 w Łodzi, zm. 2 stycznia 1980 w Opolu) – polski aktor.

## Życiorys
Syn adwokata Andrzeja Zejdlera i dr Barbary Zejdler z domu Tomczak (1926-2016), która jako łączniczka uczestniczyła w powstaniu warszawskim, została lekarzem pediatrą, zatrudniona w Instytucie Ginekologii i Położnictwa Akademii Medycznej w Łodzi oraz jako ordynator Oddziału Noworodków szpitala im. Mikołaja Kopernika w Łodzi.
Aktor filmowy i teatralny. Stał się znany z roli w filmach fabularnych przeznaczonych dla młodzieży, m.in. Niewiarygodne przygody Marka Piegusa (1967), Stawiam na Tolka Banana (1973) (rola tytułowa, której głos podłożył Andrzej Seweryn) i Inna (jako Zenek).
W 1977 ukończył studia na wydziale aktorskim PWSFTviT w Łodzi. Do 1979 był aktorem Teatru im. Jaracza w Łodzi.
Działacz opozycji antykomunistycznej w Łodzi, związanym z lokalnym środowiskiem KOR. Zbierał m.in. podpisy pod listem do Sejmu PRL w obronie prześladowanych po wydarzeniach czerwcowych.

## Śmierć
W ostatnim filmie w jakim wystąpił pt. Wesela nie będzie, wcielił się w rolę samobójcy odratowanego po kolejnej nieudanej próbie odebrania sobie życia.
Zmarł tragicznie 2 stycznia 1980 i został pochowany na cmentarzu rzymskokatolickim Matki Bożej Nieustającej Pomocy przy ul. Szczecińskiej w Łodzi 5 stycznia 1980. Okoliczności jego śmierci pozostają niewyjaśnione. Na początku mówiło się, że zginął w wypadku samochodowym, inna wersja mówiła o nieszczęśliwym skoku do wody. Wedle informacji z 2010 miał jakoby targnąć się na swoje życie w noc sylwestrową z 31 grudnia 1979 na 1 stycznia 1980, trując się gazem w efekcie kolejnego zawodu miłosnego, zatem być może jego śmierć była samobójstwem. Zabawa sylwestrowa 1979 odbywała się w domu dyrektora opolskiego Teatru im. Kochanowskiego, Bohdana Cybulskiego. Zejdler został zatrudniony w tym teatrze parę miesięcy wcześniej, gdy stracił pracę w bardziej prestiżowym łódzkim Teatrze im. Jaracza. Uczestnicy zabawy byli pijani. Jak wspominają Waldemar Kotas i Wanda Wieszczycka – koledzy ze sceny – Jacek pokłócił się tam z dyrektorem, prawdopodobnie na tle zawodowym, i wzburzony opuścił imprezę. Znaleziono go później w mieszkaniu, leżącego w śpiworze przy otwartym piekarniku. 
Gdy reżyser Stawiam na Tolka Banana Stanisław Jędryka kręcił w 1995 reportaż o dalszych losach swoich dziecięcych aktorów, rodzice odmówili rozmowy na temat okoliczności śmierci syna.

## Filmografia
- 1966: Niewiarygodne przygody Marka Piegusa – w odc. 3
- 1973: Stawiam na Tolka Banana – Szymek Krusz vel Tolek Banan w odc. 2-7
- 1976: Inna – Zenek
- 1978: Do krwi ostatniej... – Zbyszek Trepko, syn Zygmunta Gawlika
- 1978: Wesela nie będzie – pacjent w szpitalu
- 1979: Do krwi ostatniej (serial telewizyjny) – Zbyszek Trepko, syn Zygmunta Gawlika w odc. 3, 6-7

## Teatr
Teatr im. Stefana Jaracza
- 1976: Śluby panieńskie, autor Aleksander Fredro, reż. Tadeusza Byrskiego (Duża Scena teatru) – Gustaw[11]
- 1976: Protokół z pewnego zebrania, autor Aleksander Gelman, reż. Jan Maciejowski – Walery
- 1977: Znachor, autor Tadeusz Dołęga-Mostowicz, reż. Ryszard Sobolewski – Zenon
- 1977: Głupi Jakub, autor Tadeusz Rittner, reż. Wanda Laskowska (Teatr 7,15)[12]
- 1978: Tato, tato, sprawa się rypła, autor Ryszard Latko, reż. Mikołaj Grabowski (Teatr 7.15)[13][14]
- 1978: Jednak kabaret, autor Jan Pietrzak, reż. Andrzej Krauze (Teatr 7,15)[15]